# Amplirhagada astuta
Amplirhagada astuta är en snäckart som först beskrevs av Tom Iredale 1939.  Amplirhagada astuta ingår i släktet Amplirhagada och familjen Camaenidae. IUCN kategoriserar arten globalt som starkt hotad. Inga underarter finns listade i Catalogue of Life.